# Dioscorea nuda
Dioscorea nuda är en enhjärtbladig växtart som beskrevs av Reinhard Gustav Paul Knuth. Dioscorea nuda ingår i släktet Dioscorea och familjen Dioscoreaceae. Inga underarter finns listade i Catalogue of Life.